# 科特赖克区
科特赖克区（荷蘭語：Arrondissement Kortrijk）是比利時弗拉芒大區西佛兰德省的一個区。該區轄有12個市鎮，面積402.87平方公里，2020年1月1日人口為292370人。

## 市鎮
科特赖克区轄下以下市鎮：

| - 安泽海姆（Anzegem） - 阿弗尔海姆（Avelgem） - 代尔勒克（Deerlijk） - 哈勒尔贝克（Harelbeke） - 科特赖克（Kortrijk） - 屈尔讷（Kuurne） | - 伦德莱德（Lendelede） - 梅嫩（Menen） - 斯皮勒-海尔凯恩（Spiere-Helkijn） - 瓦勒海姆（Waregem） - 韦弗尔海姆（Wevelgem） - 兹韦弗海姆（Zwevegem） |